# Trash Pack
The Trash Pack é uma marca de brinquedos colecionáveis produzidos pela Moose Toys, lançada pela primeira vez em 2011. Os brinquedos foram lançados em sete séries com temas específicos. Juntamente com os brinquedos individuais, a linha também inclui outras mercadorias, como jogos eletrônicos, livros de atividades e álbuns de figurinhas. Uma revista da Trash Pack também foi lançada pela PONY Magazine.

## Descrição
Os brinquedos individuais são chamados de "Trashies" e geralmente são feitos de borracha. Cada um vem em um recipiente com a forma de uma lixeira, cuja cor e tamanho podem variar dependendo da série. Trashies de edição limitada e especial são frequentemente compostos por materiais que não são de borracha. Cada Trashie possui um determinado nome e vários brinquedos têm atributos específicos, como a capacidade de brilhar no escuro ou mudar de cor. Sabe-se que os Trashies particularmente raros são vendidos por até 1.296 libras.

## Jogos

### Nintendo
Em 2012, um jogo da Nintendo intitulado The Trash Pack foi desenvolvido pela Webfoot Technologies em parceria com a Moose Enterprises. Foi lançado para o Nintendo DS e 3DS em 30 de outubro de 2012 e permite aos jogadores coletar Trashies e jogar quatro minijogos. A recepção crítica para o jogo foi ruim.

### Aplicativo
Em 31 de maio de 2014, o aplicativo móvel The Trash Pack Dash foi lançado para os sistemas operacionais Android e IOS. Foi desenvolvido pela Bulls I Toys.

## Fim, aposentadoria e reavivamento
No final de 2014, a última série dos Trash Pack, que era a Série 7 (também conhecida como Junk Germs), foi lançada. Uma oitava série não saiu em 2015, o que confundiu muitos fãs. Na época, a Moose Toys estava lançando outros itens colecionáveis, como Shopkins e Ugglys Pet Shop. Depois de alguns meses, surgiram rumores dizendo que a linha de brinquedos Trash Pack estava terminando. A Moose Toys finalmente confirmou que a Série 7 era a série final no verão de 2015.
A linha de brinquedos acabou sendo revivida como The Grossery Gang, um spin-off do Trash Pack, no verão de 2016. Essa linha de brinquedos terminou em 2019.